# Peter de Klerk
Peter de Klerk (Pilgrim's Rest, Transvaal, Južnoafrička Republika, 16. ožujka 1935. – Johannesburg, Južnoafrička Republika, 11. srpnja 2015.) je bivši južnoafrički vozač automobilističkih utrka.

## Rezultati u Formuli 1
| Sezona | Sudionik     | Šasija             | Motor                       | Gume | Utrke | Pobjede | Podiji | Bodovi | Plasman |
| ------ | ------------ | ------------------ | --------------------------- | ---- | ----- | ------- | ------ | ------ | ------- |
| 1963.  | Otello Nucci | Alfa Romeo Special | Alfa Romeo Giulietta 1.5 L4 | D    | 1     | -       | -      | 0      | –       |
| 1965.  | Otello Nucci | Alfa Romeo Special | Alfa Romeo Giulietta 1.5 L4 | D    | 1     | -       | -      | 0      | –       |
| 1969.  | Jack Holme   | Brabham BT20       | Repco 620 3.0 V8            | G    | 1     | -       | -      | 0      | –       |
| 1970.  | Team Gunston | Brabham BT26       | Cosworth DFV 3.0 V8         | G    | 1     | -       | -      | 0      | –       |